# Kečua
Kečua (kečua: Qhichwa, špa. Quechua).- Quechua (u izgovoru 'kéčua') izravni su potomci stanovništva drevnog indijanskog carstva Tahuantisuyu (Tawantisuyu) (ili carstva Inka). Sami sebe oni nazivaju Runa. Govore kečuanski jezik.
Oni danas predstavljaju najveću populaciju američkih Indijanaca. Samo onih Kečua koji nisu hispanizirani i govore svojim jezikom ima između 12-16,000,000. Jezikoslovci ih jezično svrstavaju u Veliku porodicu Quechumaran. Danas su rasprostranjeni po Peruu, Ekvadoru,Boliviji, Argentini, Čileu i južnoj Kolumbiji.  Naziv 'Inka' (šp. Inca) označavao je vrhovnog vladara, 'Inke'  su bili dinastija vladara a ne narod. Jedno maleno pleme za koje se ne zna odakle su došli, utemeljilo je grad Qusqu (šp. Cusco) i s vremenom ovladalo susjednim plemenima i narodima. Nametnuli su kečuanski jezik, svoje običaje, i stvorili državu koja je počivala na sistemu 'ayllu'. Njihova vlast nije počela (smatra Eva Lips) prije dvanaestog stoljeća iza Krista.

## Povijest
Njihovu povijest možemo pratiti od 1438. koja počinje krunidbom Inke Pachacuteca. On započinje osvajanja koja će se nastaviti do dolaska Španjolaca 1532. Carstvo Inka se pred dolazak bijelih osvajača prostiralo od Ekvadora pa do rijeke Maule u Čileu. U svojoj ekspanziji Inkačka vojska pokoravala je mnogobrojne narode i plemena, velike i male. Osvojili su krajeve Indijanaca Tallanes, Calchaqui, Aymara, Chimu, Esmeraldas, i svih ostalih koja su živjela na tom području. Nametnuli su jezik Quechua i uveli sistem 'ayllu'-a. Jedno gospodarstvo 'ayllu'-a, slično kao i u Asteka 'calpulli', prvo je moralo podmiriti plaćanja prema državi i svećenstvu. Plaćalo se u poljoprivrednim proizvodima koje je ayllu uzgajao. Svaka rođena beba nosila je sa sobom i određenu česticu zemlje. Postojali su činovnici koji su vodili računa o aylluima i izvještavali o tome one na višem položaju, i tako sve do 'Inke'. U novoosvojenim zemljama država se nikada nije miješala u religiju nekog plemena. Poznat je slučaj (vidi Bertrand Flornoj) da je prilikom osvajanja zemalja Indijanaca Punaes i Esmeraldas, kod ovih drugih uočen nemoralan običaj. Nijedna djevojka iz plemena Esmeralda, kojoj otac nije oduzeo djevičanstvo nije se mogla udati. Huayna Capac je prema njima bio obazriv pa im je poslao odgojitelje. Danas se pod imenom Quechua označavaju pripadnici naroda i plemena koje je podiglo ovu civilizaciju.
Iza Inka ostali su mnogi gradovi koji plijene pažnju znanstvenika, pljačkaša, pustolova, turista i mnogih drugih radoznalaca. Cuzco, njihovo središte i Machu Picchu svakako su najpoznatiji. Ti gradovi sagrađeni su od golemih kamenih blokova koji su savršeno pristajali jedan uz drugi. Gradovi i njihova terasasta polja bila su dobro opskrbljena vodom, poznavali sustav navodnjavanja. Inke su imali organiziranu mrežu putova koje su povezivale gradove i kojima se prenosila pošta od postaje do postaje. Kako nisu imali 'pisma' poruke su se slale pomoću  'quipu'-a, to su bile uzice koje su se vezale u čvorove. Ovu poštu prenosili su njihovi brzonogi teklići. Svaki je čvorić nešto značio. Postojali su posebni činovnici (Quipucamayoc) koji su mogli razumjeti što je na quipu-u (kipu) zabilježeno, nije ga mogao svatko pročitati. Pošto im je domovina ispresijecana mnogim dubokim kanjon-ima i provalijama izgradili su viseće mostove. Ovakav most smatrao se sposobnim ako je mogao izdržati dvanaestak ljudi. Ovih mostova ima još i u upotrebi su.

## Dinastija Inka
Sebe su smatrali sinovima Sunca.
1. Manco Capac
2. Sinchi Roca
3. Lloque Yupanqui
4. Maita Capac
5. Capac Yupanqui
6. Inca Roca
7. Yahuar Huacac
8. Inca Viracocha
9. Pachacuti Inca Yupanqui
10. Topa Inca Yupanqui
11. Huayna Capac
12. Huascar
13. Atahuallpa

## Život i običaji
Quechua su ratari. Oni (ili njihovi prethodnici) uzgajaju krumpir na Andama još prije 7,000 godina. Ljama (“Llama glama” ili Llama peruana; sisavac koji daje vunu i mlijeko) također je uzgajana.
Ova životinja ima ružan običaj da pljune svakog onoga tko joj se nešto zamjerio. Taj je njezin običaj toliko postao poznat da je malo onih koji to ne znaju. Od njezine vune Kečue i njihovi preci, kao što su Nazca Indijanci, proizvodili su savršena tkanja. Uzgajaju također kukuruz, rajčicu, čili-papričice, manioku, pamuk, mnoge vrste krumpira, zloglasnu su nam koku također dali. -Postoje mnogi zapisi putnika kako je siromašni seljaci neprestano žvaču, ta da ne bi izdržali bez nje mnoge teške napore kojima su izloženi.
Kuće ovih siromašnih seljaka, a zaista su siromašni, obično su od kamena ili ćerpiča (opeka od sušenog blata), jednosobne i bez prozora. Od domaćih životinja posjeduju, osim spomenutih ljama, i alpake, svinje i pse. Svaka obitelj obrađuje svoja terasasta polja i ovisna je o onome što proizvode. Viškove, ako ih ima, Indijanci nose na svojim leđima za sajmenih dana u obližnje gradove. Odjeća je od ljamine vune. Chicha je njihovo glavno piće a i strastveni su pušači.

## Rasprostranjenost Quechua

### Quechue u Peruu
U Peruu danas žive mnoge grupe Quechua, poznati su pod mnogim plemenskim imenima. Jedna od poznatijih su Lamista, pleme koje je porijeklom od drevnog naroda Chanca, oni žive u departmanu San Martin, sami sebe nazivaju Llacuash. Chahapoya, u departmanu Amazonas, oko 5,000; Yauyos, u departmanu Lima. Yanahuaras; Quijo; Napuruna, Kichwaruna ili Quechua del Napo. Ovi su naseljeni u departmanima Loreto i Madre del Dios;  Alama ili Inga, nazivani i Quechua del Pastaza y del Tigre, u departmanu Loreto. Sjeverni Conchucos, naseljeni su u departmanu Ancash.
U proljeće 2001. Alejandro Toledo, Quechua Indijanac, postaje peruanski predsjednik pobijedivši Alana Garcíju s 51.99%  glasova. Skandalozni Alberto K. Fujimori bio je tada svrgnut.

### Quechue u Boliviji
Aymara i Quechua Indijanci u Boliviji čine 60% stanovništva, naseljeni uglavnom po ruralnim naseljima. Migracije ovih Indijanaca iz sela u gradove ekonomski su problem Bolivije. Njihovi mješanci ('mestizos'; 25-30%) bave se sitnim biznisom ili rade po tvornicama i uredima. Od 1950. – 1976. broj monolingualnih Quechua u boliviji spao je na 40%. Španjolski i quechua se međusobno miješaju, pa je u departmanu Cochabamba nastao lokalni dijalekt Quechuañol. 1989. godine 30% indijanske populacije govori Quechua, najviše na Altiplanu i središnjem i južnom dijelu zemlje u departmanima Cochabamba, Oruro, Potosí, Chuquisaca, i Tarija. Jezikom Aymara govori u -25% Indijanaca, većinom u departmanu La Paz. Kečua etničke grupe u Boliviji su: Tarabucos ( ovi žive u provinciji Yamparaes, departmanu Chuquisaca), Chayantas, Laimes, Ucumaris (u provincijama Chayanta i Bustillos, departaman Potosí), Calchas, Chaquies, Yuras Lipes, Tirinas. Ovi Indijanci služe se s dva jezika, to su sjeverno-bolivijski i južno-bolivijski quechua.

### Quechua u Ekvadoru
Ovdje (Ingano Indijanci) žive u džunglama pokrajina Napo i Orellana na sjeveroistoku zemlje.  Tu se njih oko 80,000 bave uzgojem kave, kakaa, juke 'yucca', i banana. nepoznat broj Ingana živi i u Kolumbiji na rijeci Putumayo. Poznatije grupa Quechua u Ekvadoru su Otavalo, oko 300,000 u provinciji Imbabura, oni i Natabuelas i Caranquis kolektivno se danas zovu Quichua de Imbabura. Caranquis bi mogli biti kečuanizirano strano pleme.  Quijo, Yumbos (u Ekvadoru) ili Quechuas del Napo (u Peru), u području rijeke Napo.  Cayambe, Saraguro, u provinciji Loja, Salasaca, u provinciji Tungurahua, Canelo (Alama), duž rijeka Bobonaza i Conambo, Ima ih i 2,000 u Peruu.  Plemena Quichuas del Chimborazo, kolektivni naziv za: Cachas, Lictos, Coltas, Calpis, Pulucates. Quichua de Cotopaxi.

### Quechua u Kolumbiji
Indijanci Inga nastanjeni u južnoj Kolumbiji (Narinyo i Putumayo), najsjeverniji su predstavnici Kečua. Oni sebe zovu Runa Simi. U dolini rijeke Putumayo ima ih oko 8,000. Služe se jezikom lowland inga. Druga grupa u dolini Sibundoy broji oko 10,000 govornika. govore jezikom highland inga.

### Quechua u Argentini
- U Argentini u području Santiago del Estero-a također živi poveća grupa Quechua. Poznati su pod imenom Quichua Santiagueño.
- Grupa Quechua također živi na sjeveroistoku Čilea.

## Popis bogova i heroja kulture Quechua
Accla|
Acsumama|
Ajomama|
Apacatequil|
Apacheta|
Apaec|
Apocatequil|
Apotequil|
Apu-illapu|
Apu-punchau|
Ataguchu|
Axomamma|
Ayar|
Ayar-acar|
Ayar-cachi|
Ayar-colo|
Ayar-manco|
Catequil|
Cavillaca|
Chas|
Chasca|
Chasca-coyllur|
Cocamama|
Cocomama|
Con|
Coniraya|
Copacati|
Crabman|
Ekkekko|
Epunamun|
Guachimines|
Guamansuri|
Huaca|
Huanca|
Huiracocha|
Illapa|
Ilyap'a|
Ilyapa|
Inti|
Iyapa|
Ka-ata-killa|
Katoylla|
Khuno|
Kon|
Mama-allpa|
Mama-cocha|
Mama-oello|
Mama-oullo|
Mama-pach|
Mama-pacha|
Mama-quilla|
Manco-capac|
Pacari|
Pachacamac|
Pachamama|
Paricia|
Piguerao|
Punchau|
Quilla|
Quinuama|
Ramac|
Si|
Supay|
Thonapa|
Urcaguary|
Urpihua-chac|
Vichama|
Viracocha|
White-bird|
Zaramamma

## Poznati Kečuanci
Poznate osobe kečuanskog podrijetla.
- Benjamin Bratt[3]

## Vanjske poveznice
- Quechua Culture  Arhivirana inačica izvorne stranice od 9. svibnja 2006. (Wayback Machine)
- Quechua Indians, Peru 1
- The Quichua
- Quechua

### Ostali projekti
|  | Zajednički poslužitelj ima stranicu o temi Kečua |